# 近所の金魚は弥富のきんちゃん
近所の金魚は弥富のきんちゃん（きんじょのきんぎょはやとみのきんちゃん）は、愛知県弥富市の名産弥富金魚のイメージキャラクター「きんちゃん」のテーマソング。

## 概要
2007年12月にご当地ソングアーティストの小島勇司が作詞・作曲した曲。
歌手は名古屋のインディーズ・バンドのぶどう÷グレープのボーカルも務めている、近藤久美子が担当している。
弥富市内の幼稚園で、幼児のお遊戯などに使われている。

## 備考
インターネットの動画サイトで流れている「近所の金魚は弥富のきんちゃん」のPVは、小島勇司の自主制作である。
動画に登場する女性モデルは歌手の近藤久美子自身が勤める。

## メディア登場
- 2007年（平成19年）12月22日-愛知北エフエム放送で初オンエアー。
- 2008年（平成20年）4月23日-中日新聞に掲載される。
- 同年4月29日-asahi.comに掲載される。
- 同年5月10日-毎日新聞に掲載される。